# Eyþór Ingi Gunnlaugsson
Eyþór Ingi Gunnlaugsson, vagy művésznevén Eythor Ingi (1989. május 29. –) izlandi énekes. Ő képviselte Izlandot a 2013-as Eurovíziós Dalfesztiválon Malmőben, a Ég Á Líf (magyarul: Élek) című dallal. Eythor Ingi 2013. február 2-án nyerte meg az Eurovíziós Dalfesztivál izlandi nemzeti döntőjét. Győztes száma az izlandi slágerlistákon egészen az első helyig jutott. Az 1997-es Eurovíziós Dalfesztivál izlandi indulója után ez lesz az első, ami szintén anyanyelven szólal majd meg.

## Fordítás
- Ez a szócikk részben vagy egészben  az   Eyþór Ingi Gunnlaugsson című angol Wikipédia-szócikk fordításán alapul.  Az eredeti cikk szerkesztőit annak laptörténete sorolja fel. Ez a jelzés csupán a megfogalmazás eredetét és a szerzői jogokat jelzi, nem szolgál a cikkben szereplő információk forrásmegjelöléseként.